# Lars-Erik Bengtsson (politiker)
Lars-Erik Bengtsson född den 30 mars 1945 i Perstorp, är en svensk tidigare socialdemokratisk politiker i Kristianstad kommun. Han var ordförande i skolstyrelsen och i kommunstyrelsen i Kristianstad.  

## Arbetsliv före och efter politiken
Lars-Erik Bengtsson  började sitt yrkesliv som ingenjör och arbetade i försvaret som driftingenjör på Södra militärområdets byggnadskontor (ByS) Kristianstad med försvarets hemliga anläggningar. Han var facklig företrädare på kontoret 1980. 1968 var han medlem i Kristianstad Vietnamgrupp som delade lokal med SSU i Kristianstad i kvarteret Fältmarskalken. Efter den politiska har han skött egen skog.

## Politisk karriär
Bengtsson satt i Kristianstad kommunfullmäktige 1974-1998. Han var aktiv i  skolstyrelsen som ordförande 1983-1985 och 1989-1991 samt vice ordförande 1986-1988. Han var då kommunalråd som skolstyrelsens ordförande i Kristianstad. Från 1992 var vice ordförande i kommunstyrelsen 1992-1994 och han var då samtidigt vice ordförande i kommunstyrelsens arbetsutskott. Nästa mandatperiod var han ordförande i kommunstyrelsen 1995-1998 och samtidigt ordförande i kommunstyrelsens au.
Bengtsson hade också uppdrag som ordförande i Kristianstads hamnanläggningar AB 1999-2001 och vice ordförande i Kristianstad Airport AB 1992-1994 samt var sedan ordförande i Kristianstad Airport 1995-2002.

## Refererenser
1. ↑  Arbertet 17 juni 1980 del s sid 14
2. ↑  ””När jag började som fritidspolitiker hade jag ingen aning om att det skulle sluta med att jag blev heltidspolitiker.””. Kristianstadsbladet. 30 mars 2015. https://www.kristianstadsbladet.se/kristianstad/kommunalradet-tog-steget-ut-i-naturen/. Läst 24 april 2024.
3. ↑  ”Kristianstad kommun sidan 712  i Sveriges statskalender 1984”. runeberg.org. https://runeberg.org/statskal/1984/0714.html. Läst 24 april 2024.
4. ↑  ”Svenskt Porträttarkiv / Lars-Erik Bengtsson 1945-03 30”. portrattarkiv.se. https://portrattarkiv.se/. Läst 24 april 2024.